# Frontòlisi
La frontòlisi en meteorologia, és la dissipació o debilitament d'un front atmosfèric.
A diferència de les àrees de "frontogènesi", les zones on divergeixen les masses d'aire s'anomenen zones de frontòlisi.